# Leptogenys kitteli
Leptogenys kitteli é uma espécie de formiga do gênero Leptogenys, pertencente à subfamília Ponerinae.